# فيرنون روزاريو
فيرنون روزاريو (بالإنجليزية: Vernon Rosario)‏ هو طبيب نفسي أمريكي، ولد في 1962.